# Witte akkerslak
De witte akkerslak (Deroceras agreste) is een slakkensoort uit de familie Agriolimacidae. De wetenschappelijke naam van de soort werd gepubliceerd in 1758 door Carl Linnaeus in de tiende editie van Systema naturae.

## Beschrijving
De witte akkerslak is niet altijd witgrijs van kleur, maar komt ook in verschillende kleuren voor van lichtgrijs tot geelachtig tot donkerbruin, maar altijd zonder kleurvlekken. Hij wordt 3-4 cm lang (gestrekt). Op de rugzijde heeft deze slak een breed en opvallend schild, dat bijna een derde van de slak inneemt en vaak concentrische ribbels heeft. De ademopening zit aan de rechterzijde, achter het midden van het rugschild. Het inwendige gelegen schildvormige schelpje wordt hoogstens 3 x 1,5 mm. De witte akkerslak is een tussengastheer voor de dassenlongworm Aelurostrongylus falciformis.

## Leefgebied
Deze slakkensoort leeft in vochtige, met gras begroeide en moerassige leefgebieden. Het voedt zich met dood en levend plantaardig materiaal en is soms een landbouwplaag op gewassen zoals sla. De levensduur is ongeveer een jaar.